# Cristoforo Borri
Cristoforo Borri (in spagnolo Cristobal Borri; Corbetta, 5 gennaio 1583 – Roma, 24 maggio 1632) è stato un gesuita, astronomo, matematico, esploratore e missionario italiano.
Noto anche col nome di Cristoforo Bruno dal 1615, fu valente scienziato e matematico della sua epoca, ma si pose in contrasto con il suo stesso ordine per la sua opposizione al sistema tolemaico e l'adesione al modello copernicano. Fu tra i primi missionari gesuiti in Cocincina, stendendo al suo ritorno in Europa un dettagliato resoconto della sua attività missionaria.

## Biografia

### I primi anni e l'ingresso nella Compagnia di Gesù
Nato a Corbetta, nel milanese, il 5 gennaio 1583, Cristoforo Borri apparteneva ad una famiglia dell'antica aristocrazia del ducato di Milano.
Deciso ad intraprendere la carriera ecclesiastica, il 16 settembre 1601 entrò a far parte della Compagnia di Gesù, per la quale insegnò matematica dal 1606 al 1609 nel collegio gesuita di Mondovì, venendo in seguito trasferito all'Osservatorio di Brera a Milano. A Milano, il Borri entrò in contatto con le teorie copernicane alle quali aderì da subito, divenendo uno dei più fervidi sostenitori dell'eliocentrismo, attirandosi per questo le ire del padre generale Claudio Acquaviva che lo costrinse a dimettersi dalla cattedra milanese e ad eseguire pubblica penitenza.

### L'esperienza missionaria in Cocincina
Fu a seguito di questa esperienza che decise, amareggiato, di partire in missione alla volta delle Indie: nell'aprile del 1615 iniziò il suo viaggio in oriente che lo portò alcuni mesi dopo a sbarcare a Macao. In questo periodo iniziò a divenire noto col cognome di "Bruno" dal momento che il suo cognome aveva troppe assonanze in lingua spagnola e portoghese sia alla parola "burro" (asino) che a "borra" (feccia). Al collegio di Macao, dove giunse presentandosi al vicerettore che lo appoggiava nei suoi studi, ottenne l'incarico di scrivere un piccolo opuscolo da distribuire successivamente ai gesuiti cinesi perché abbandonassero la teoria tolemaica che appariva in netto contrasto con l'astronomia tradizionale cinese e creava non pochi problemi con la popolazione, giungendo a far proclamare all'imperatore l'editto anti-cristiano nel 1617. Per quanto inizialmente si impegnò in tale incarico, il Borri sappiamo con certezza che abbandonò questo tentativo poco dopo per dirigersi alla missione gesuitica della Cocincina (attuale Vietnam centrale) che era stata da poco istituita dal padre genovese Francesco Buzomi.
Dopo essere sbarcato in Cocincina nel 1617, risiedette per qualche tempo a Tourane (attuale Da Nang) e poi si spostò a Fai-fo. Su invito del governatore del Qui-nhon, noto protettore dei cristiani dell'area, si portò nella capitale provinciale Nuoecman (attuale Nuoc-man). Li rimase per alcuni anni proseguendo le proprie osservazioni astronomiche su una cometa che interessò l'area col proprio passaggio nel 1618, oltre a predire l'eclissi lunare del 9 dicembre 1620 e quella solare del 22 maggio 1621 con tecniche ancora più precise degli astronomi locali. Queste predizioni gli valsero una notevole popolarità a livello locale.
Nel 1622 Cristoforo decise di lasciare l'Indocina, trasferendosi poi a Goa dove entrò in contatto col viaggiatore Pietro Della Valle che descrisse questo incontro in una sua lettera del 27 marzo 1623. Nel febbraio del 1624 decise di lasciare definitivamente l'oriente, dirigendosi in Portogallo.

### In Portogallo ed al servizio della corte reale spagnola
Nella nuova patria, ottenne l'incarico di insegnare matematica ed astronomia all'università di Coimbra, cattedra che mantenne per i tre anni successivi, avvicinandosi notevolmente alle teorie di Tycho Brahe che contribuì a diffondere in Portogallo, riprendendo nel contempo anche i suoi studi scientifici; si interessò e diffuse nel contempo anche il metodo sperimentale galileiano e si dedicò attivamente all'uso, allo studio ed alla diffusione del cannocchiale. Secondo le teorie da lui elaborate, i cieli in cui l'universo era suddiviso erano in totale tre (aereo, sidereo ed empireo), con una consistenza "liquida", cioè trasparente ed impercettibile. Si impegnò anche nel campo della teoria della navigazione, inventando un nuovo strumento per determinare la longitudine: una clessidra perfezionata, accoppiata con un astrolabio. Con tale strumento, secondo quanto riportato da padre Athanasius Kircher nel 1641, il Borri riuscì a fare dei rilievi delle carte dell'Oceano Atlantico e dell'Oceano Indiano, anticipando il lavoro che eseguirà l'astronomo inglese Edmund Halley nel XVIII secolo.
Divenuto consulente tecnico di navigazione presso il Consiglio reale di Lisbona, città dove si trasferì all'inizio del 1629, verso la fine di quello stesso anno venne chiamato da Filippo IV a Madrid dove il suo metodo di navigazione venne discusso per divenire il metodo ufficiale di navigazione delle unità marittime spagnole e dove ebbe modo di incontrare Juan Caramuel y Lobkowitz, allora giovane e valente studente dell'università di Salamanca. Il suo metodo, ad ogni modo, non venne accettato e pertanto tornò dapprima in Portogallo, poi a Barcellona ed infine fece ritorno in Italia, stabilendosi a Roma.

### Il duro rientro in Italia
Deluso dal suo stesso ordine, nel 1632 decise di uscire dalla Compagnia di Gesù per entrare nell'ordine dei cistercensi presso la sede della basilica romana di Santa Croce in Gerusalemme, ottenendo da papa Urbano VIII una particolare dispensa per abbreviare il suo noviziato a soli tre mesi. Pur passato il termine richiesto, l'abate della basilica non volle ricevere Cristoforo e pertanto egli decise di entrare nel convento di San Bernardo alle Terme col nome di padre Onofrio, da dove venne espulso nel giro di poche settimane, sempre per le sue idee scientifiche. Da subito si impegnò dunque per intentare un processo all'Ordine dei cistercensi e riuscì a vincerlo, morendo però poco dopo, il 24 maggio 1632.

## Opere
- Relatione della nuova missione delli PP. della Compagnia di Giesù al regno della Cocincina, Roma 1631.
- Collecta astronomica ex doctrina P. Cristophori Borri Mediolanensis ex Societate Iesu; de tribus coelis, aereo, sidereo, empireo..., Lisbona 1629-1631.
- Tratado da arte de navegar, 1628, ex manuscripto dell'università di Coimbra, stampato a Lisbona nel 1940.